# VV Groote Lindt
Le VV Groote Lindt est un club de football féminin néerlandais situé à Zwijndrecht.

## Palmarès
- Championnat des Pays-Bas (1) : 1984